# Daniel Brännstam
Daniel Armando Brännstam, nacido el 24 de Junio de 1993 en Estocolmo, es un peleador de kickboxing y taekwondo sueco-hondureño. Comenzó su carrera en 2009 y ganó su primer título en 2011. Terminó su carrera en artes marciales en 2017 debido a una lesión en la rodilla. Comenzó Tyresö Taekwondo Academy 2018 junto con Stefan Andersson.
Campeón sueco -70kg kickboxing 2011
Copa de Europa Oro -70 kg de taekwondo 2013
Campeonatos de Europa Equipos Bronce de Taekwondo 2014
Campeón sueco -78kg taekwondo 2015
Campeón sueco -78kg taekwondo 2016
Campeón del Mundo -74kg kickboxing 2016
Logro deportivo del año 2017 municipio de Tyresö. A través de sus éxitos, Daniel Brännstam ha demostrado una fuerza impulsora extraordinaria. Llegar hasta el final y llevarse a casa tanto el Campeonato de Suecia como el oro de la Copa del Mundo en su deporte completa un fantástico 2016. En casa, también trabaja como instructor principal y es un líder muy popular y un modelo a seguir para todos los niños y jóvenes de la asociación."